# 品味區隔
品味區隔，又稱為品味秀異，是一種社會力量，對不同的人標上不同的價值。此等判斷所依據的標準一直備受爭議並且受到批評。同時，這些品味判斷的標準也不停地在轉變當中。
法國社會學家皮埃尔·布迪厄 在 1979 年出版的著作《La Distinction》當中，描述掌握權力的人如何定義例如「品味」的一類美學概念。他的研究揭示社會階級如何決定一個人的喜好和興趣，以及社會階級間的區隔是如何在日常生活中得到進一步的鞏固。
2004年出版，Joseph Heath和Andrew Potter合著的《The Rebel Sell》形容「品味區隔」是種社會性的「軍備競賽」：一個社會的時尚風格不停發展，未能追上的就會顯得過時。